# Palpada claripennis
Palpada claripennis är en tvåvingeart som först beskrevs av Hull 1949.  Palpada claripennis ingår i släktet Palpada och familjen blomflugor. Inga underarter finns listade i Catalogue of Life.